# Jean Devert
Nicolas Jean François Devert (Luik, 15 december 1889 – Luik, 7 maart 1948) was een Belgisch altviolist die een lange tijd in Nederland woonde en werkte.
Hij was zoon van Marie Thérèse Théodore Boverie (zonder vaste betrekking) en schilder Jean Louis Devert. Hijzelf was al in Luik getrouwd met Marie Louise Françoise Jamar. Zij werd vanuit haar woning aan de Hollanderstraat in Den Haag begraven in Luik; hij volgde vermoedelijk daar driekwart jaar later.
Hij kreeg zijn opleiding aan het Koninklijk Conservatorium Luik waar hij cum laude slaagde. Zijn naam dook voor het eerst in de Nederlandse pers op in oktober 1910, wanneer hij solist is bij het Staar-orkest.
Tijdens zijn Nederlandse periode was hij vanaf 1911 solo-altviolist van het Residentie Orkest. In 1944 ging hij vanwege een slechte gezondheid met pensioen.
Hij was ook tussen 1943 en 1945 docent aan het Haags conservatorium. Minstens twee leerlingen zouden uiteindelijk solist worden bij het Concertgebouworkest: Jaap Moelker en Karl Schouten. Hij soleerde regelmatig bij het genoemde orkest en was ook graag gehoorde muzikant binnen het kamermuziekcircuit.
Het "Haagsch Strijkkwartet" met violisten Sam Swaap, Adolphe Poth en cellist Charles van Isterdael werd vastgelegd op doek door Gerard Vrint.